# Giedrė Purvaneckienė
Giedrė Purvaneckienė (ur. 8 marca 1945 w Kownie) – litewska pedagog i polityk. Posłanka na Sejm Republiki Litewskiej.

## Życiorys
W latach 1963–1968 studiowała fizykę półprzewodników na Uniwersytecie Wileńskim na Wydziale Fizyki. 1982 na tym samym uniwersytecie studiowała nauki pedagogiczne (obecnie doktor nauk społecznych).
W latach 1968–1973 pracowała na Litewskiej Akademii Nauk jako Junior Researcher. W 1995 była wykładowcą na Uniwersytecie Wileńskim. 
Od 1994 do 1996 była doradcą państwowym ds. kobiet, a od 1996 do 1997 doradcą ds. rodziny i spraw kobiet w Rządzie Republiki Litewskiej. Od 1997 była doradcą w programie rozwoju ONZ na Litwie. 2004-2005 - Członek Parlamentu Europejskiego. W latach 2006–2008 była doradcą premiera w kwestiach polityki społecznej, edukacyjnej i naukowej. 2004-2012 była adiunktem na Uniwersytecie Wileńskim.
W 2012 przyjęła propozycję kandydowania do Sejmu z ramienia Litewskiej Partii Socjaldemokratycznej. W wyborach w 2012 uzyskała mandat posłanki na Sejm Republiki Litewskiej.
W 2002 odznaczona Medalem Rady Bałtyckiej.